# Colobostema paracyclum
Colobostema paracyclum är en tvåvingeart som beskrevs av Cook 1971. Colobostema paracyclum ingår i släktet Colobostema och familjen dyngmyggor. Inga underarter finns listade i Catalogue of Life.